# Yakuza (pel·lícula)
Yakuza (The Yakuza) és una pel·lícula dramàtica de 1975, escrita per Leonard Schrader, Paul Schrader i Robert Towne i dirigida per Sydney Pollack. Aquesta pel·lícula ha estat doblada al català.
 Yakuza descriu el desconcert dels valors japonesos tradicionals durant el període de transició des de l'ocupació americana a l'èxit econòmic del començament dels anys 1970. La història s'articula al voltant dels conceptes de l'endeutament i el compromís, fidelitat família i amics, i sacrifici. Els valors orientals i occidentals hi són contrastats, una oposició apareix entre els valors tradicionals japonesos, oposats al Japó occidentalitzat i modern.
Aquesta pel·lícula ha esdevingut de culte, i ha influenciat pel·lícules contemporànies com Black Rain (1989), Aniki, el meu germà (2001), Kill Bill (2004), Into the Sun (2005) i Blade Runner (1982).

## Argument
Un detectiu retirat, Harry Kilmer (Robert Mitchum), és cridat per un vell amic, George Tanner (Brian Keith). En efecte, la seva filla ha estat educada per un cap, Tono Toshiro, per forçar-l a lliurar-li les armes promeses. Per alliberar la seva filla, Tanner crida Harry Kilmer, que coneix el Japó i les voltes del sindicat japonès del crim.

## Repartiment
- Robert Mitchum: Harry Kilmer
- Ken Takakura: Ken Tanaka
- Brian Keith: George Tanner
- Herb Edelman: Oliver Wheat
- Richard Jordan: Dusty
- Keiko Kishi: Eiko Tanaka
- Eiji Okada: Toshiro Tono
- James Shigeta: Goro
- Kyosuke Mashida: Jiro Kato
- Christina Kokubo: Hanako
- Eiji Go: Spider
- Lee Chirillo: Louise
- M. Hisaka: l'amic